# Actinolaimoides angolensis
Actinolaimoides angolensis (syn. Enchodelium angolense) is een rondwormensoort. De wetenschappelijke naam van de soort is voor het eerst geldig gepubliceerd in 1963 door Andrássy.